# Haliclona frondosa
Haliclona frondosa är en svampdjursart som beskrevs av Kazuo Hoshino 1981. Haliclona frondosa ingår i släktet Haliclona och familjen Chalinidae. Inga underarter finns listade i Catalogue of Life.